# Fricativa bilabial sorda
La fricativa bilabial sorda és un fonema que no existeix en català. El seu símbol a l'AFI és [ɸ], és a dir, una lletra fi minúscula de l'alfabet grec. Es troba a idiomes com el japonès, el maori o l'ainu, entre d'altres.

## Característiques
- És un so fricatiu perquè l'aire passa fregant els òrgans fonadors
- És un so sord, ja que no hi ha vibració de les cordes vocals
- Pot aparèixer com al·lòfon dels sons oclusius /p/ i /b/.
- És una consonant oral